# Brandérion
Brandérion är en kommun i departementet Morbihan i regionen Bretagne i nordvästra Frankrike. Kommunen ligger i kantonen Hennebont som tillhör arrondissementet Lorient. År 2022 hade Brandérion 1 480 invånare.

## Befolkningsutveckling
Antalet invånare i kommunen Brandérion
| Referens: INSEE |